# Stará dolina

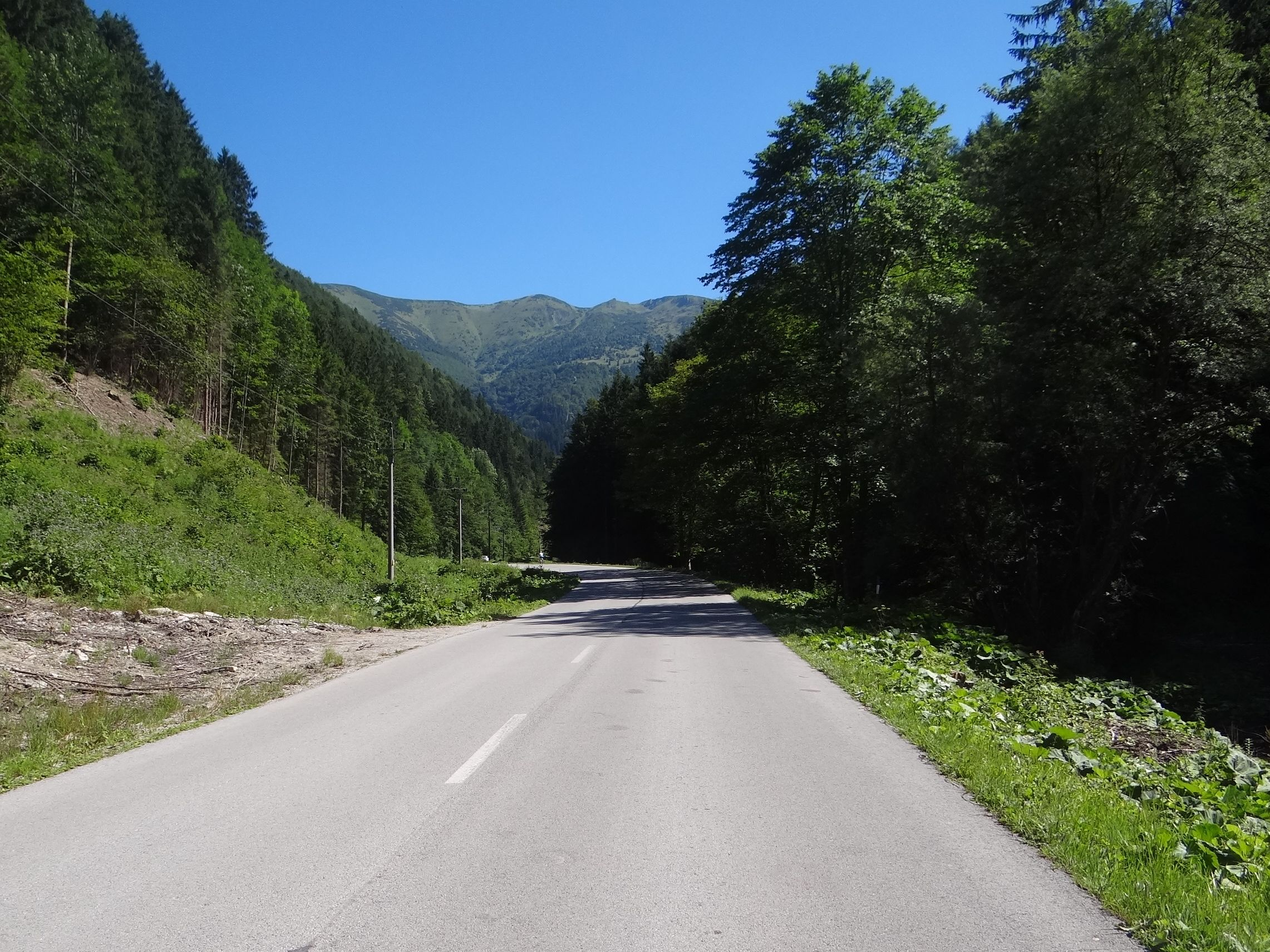
Szosa przez Starą dolinę

Stará dolina – jedna z dwóch odnóg Vrátnej doliny w Małej Fatrze Krywańskiej w paśmie górskim Mała Fatra na Słowacji. Vratna dolina na wysokości ok. 600 m n.p.m. rozgałęzia się na dwie odnogi: Starą dolinę stanowiąca główny ciąg Vratnej doliny i Novą dolinę będąca jej bocznym odgałęzieniem. Stara dolina z kolei ma jeszcze jedną odnogę – Dolinę za Kraviarskym.
Stará dolina (wraz ze swoją odnogą) podchodzi górą pod główną grań Małej Fatry na odcinku od przełęczy Bublen po Poludňový grúň. Najwyższy szczyt wznoszący się nad nią to Wielki Krywań (1709 m), będący także najwyższym szczytem Małej Fatry. Różnica wysokości między jego wierzchołkiem  a dolną częścią Starej doliny (Nová dolina, rázcestie) wynosi ok. 1110 m. Dnem Starej doliny spływa potok Vrátňanka, prowadzi droga asfaltowa  dostępna dla samochodów i znajdują się dwa ośrodki turystyczne i narciarskie: Vrátna i Starý dvor.
Górna część Starej doliny to obszaru ochrony ścisłej o nazwie rezerwat przyrody Chleb.